# Paradisfågeln
För andra betydelser, se Paradisfågel.
Paradisfågeln (latin: Apus; jämför släktnamnet Apus) är en svag stjärnbild på södra stjärnhimlen. Den är en av de 88 moderna stjärnbilderna som erkänns av den Internationella Astronomiska Unionen.

## Historik
Paradisfågeln fanns inte med bland de 48 konstellationerna som listades av den antike astronomen Ptolemaios i hans samlingsverk Almagest. Den beskrevs först av den nederländske astronomen Petrus Plancius i slutet av 1500-talet. Den förekom första gången i en stjärnatlas som publicerades av Petrus Plancius och den flamländske kartografen Jodocus Hondius 1597. Första gången på bild förekommer den i Johann Bayers stjärnatlas Uranometria, som utkom 1603. Där hade den namnet called "Apis Indica".

## Läge
Paradisfågeln är inte synlig från Sverige. För att hitta den måste man först och främst bege sig till platser på södra halvklotet. För den som inte är bekant med dessa områden kan de vara svårt att hitta denna stjärnbild.

## Stjärnor

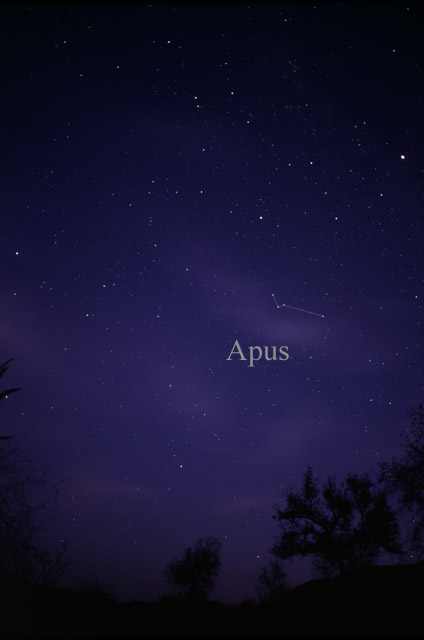
Stjärnbilden Paradisfågeln (Apus) som den kan ses med blotta ögat.

Stjärnorna i stjärnbilden har inga egennamn. α Apodis tillhör den grupp av stjärnor som lyser ljusast. Den tillhör spektralklassen K 5 men den har lägre temperatur än solen. Man hittar den på ett avstånd av 230 ljusår från jorden. Nästa stjärna β Apodis har samma spektralklass som solen. Den har en magnitud på 4,16 och befinner sig på ett avstånd av 109 ljusår från jorden. Nästa stjärna är γ Apodis som tillhör klassen underjättar och spektralklassen K 0. Den finns 109 ljusår från jorden och magnituden är 3,90. Den kanske mest spännande stjärnan i denna stjärnbild är δ1 Apodis och δ2 Apodis. Stjärnan som faktiskt är två, är en dubbelstjärna. Magnituden är 4,78 på nummer 1 och 5,22 på nummer 2. 1:an tillhör spektralklassen M 5 och 2:an M 1. De befinner sig 220 ljusår bort från jorden.
| Beteckning | Namn           | Apparent magnitud | Ljusårs avstånd | Kommentarer                   |
| ---------- | -------------- | ----------------- | --------------- | ----------------------------- |
| α          | Alfa Apodis    | 3,83              | 411             |                               |
| γ          | Gamma Apodis   | 3,86              | 160             |                               |
| β          | Beta Apodis    | 4,23              | 158             |                               |
| δ¹         | Delta-1 Apodis | 4,68              | 770             | - Dubbelstjärna med δ² Apodis |
| ζ          | Zeta Apodis    | 4,79              | 312             |                               |
| η          | Eta Apodis     | 4,89              | 140             |                               |
| ε          | Epsilon Apodis | 5,06              | 551             | - Variabel stjärna            |
| δ²         | Delta-2 Apodis | 5,27              | 663             | - Dubbelstjärna med δ¹ Apodis |
| ι          | Jota Apodis    | 5,39              | 1140            |                               |
| κ¹         | Kappa-1 Apodis | 4,68              | 1020            | - Variabel stjärna            |
|            | R Apodis       | 5,37              | 428             |                               |
| κ²         | Kappa-2 Apodis | 5,64              | 735             |                               |
| θ          | Theta Apodis   | 5,69              | 328             | - Variabel stjärna            |

## Djuprymdsobjekt

### Stjärnhopar
- NGC 6101 (Caldwell 107) är en klotformig stjärnhop.